# Ímã supercondutor
Um ímã supercondutor é um eletroímã feito de bobinas de fio supercondutor. Eles devem ser resfriados a temperaturas criogênicas durante a operação. Em seu estado supercondutor, o fio não possui resistência elétrica e, portanto, pode conduzir correntes elétricas muito maiores do que o fio comum, criando campos magnéticos intensos. Ímãs supercondutores podem produzir campos magnéticos maiores do que todos, exceto os eletroímãs não supercondutores mais fortes, e podem ser mais baratos de operar porque nenhuma energia é dissipada como calor nos enrolamentos. Eles são usados em máquinas de ressonância magnética em hospitais e em equipamentos científicos, como espectrômetros de RMN, espectrômetros de massa, reatores de fusão e aceleradores de partículas. Eles também são usados para levitação, orientação e propulsão em um sistema ferroviário de levitação magnética (maglev) que está sendo construído no Japão.

## Operação

### Fonte de energia
A corrente para os enrolamentos da bobina é fornecida por uma fonte de alimentação CC de alta corrente e tensão muito baixa, pois em estado estacionário a única tensão no ímã é devida à resistência dos fios de alimentação. Qualquer mudança na corrente através do ímã deve ser feita muito lentamente, primeiro porque eletricamente o ímã é um grande indutor e uma mudança abrupta de corrente resultará em um grande pico de tensão nos enrolamentos e, mais importante, porque mudanças rápidas na corrente podem causar correntes de Foucault e tensões mecânicas nos enrolamentos que podem precipitar uma têmpera. Assim, a fonte de alimentação geralmente é controlada por microprocessador, programada para realizar mudanças de corrente gradualmente, em rampas suaves. Geralmente, leva vários minutos para energizar ou desenergizar um ímã do tamanho de um laboratório.

## História
Embora a ideia de fazer eletroímãs com fioooooo supercondutor tenha sido proposta por Heike Kamerlingh Onnes logo depois que ele descobriu a supercondutividade em 1911, um eletroímã supercondutor prático teve que esperar a descoberta de materiais supercondutores que pudessem suportar grandes densidades críticas de supercorrente em campos magnéticos elevados. O primeiro ímã supercondutor de sucesso foi construído por GB Yntema em 1955 usando fio de nióbio e alcançou um campo de 0,7 T em 4,2 K. Então, em 1961, J. E. Kunzler, E. Buehler, F. S. L. Hsu e J. H. Wernick fizeram a descoberta de que um composto de nióbio e estanho poderia suportar densidades de supercorrentes críticas superiores a 100.000 ampères por centímetro quadrado em campos magnéticos de 8,8 teslas. Apesar de sua natureza frágil, o nióbio-estanho provou ser extremamente útil em superímãs que geram campos magnéticos de até 20 T.

## Usos
Os ímãs supercondutores têm várias vantagens sobre os eletroímãs resistivos. Eles podem gerar campos magnéticos até dez vezes mais fortes do que os gerados por eletroímãs de núcleo ferromagnético comuns, que são limitados a campos em torno de 2 T. O campo geralmente é mais estável, resultando em medições menos ruidosas. Eles podem ser menores, e a área no centro do ímã onde o campo é criado está vazia em vez de ser ocupada por um núcleo de ferro. Mais importante ainda, para ímãs grandes, eles podem consumir muito menos energia. No estado persistente (acima), a única energia que o ímã consome é a necessária para que qualquer equipamento de refrigeração preserve a temperatura criogênica. Campos mais altos, no entanto, podem ser alcançados com eletroímãs resistivos especiais resfriados, pois bobinas supercondutoras entrarão no estado normal (não supercondutor) (veja têmpera, acima) em campos altos. Campos estáveis de mais de 40 T podem agora ser alcançados por muitas instituições em todo o mundo, geralmente combinando um eletroímã Bitter com um ímã supercondutor (geralmente como um inserto).
Os ímãs supercondutores são amplamente utilizados em máquinas de ressonância magnética, equipamentos de RMN, espectrômetros de massa, processos de separação magnética e aceleradores de partículas.
Os ímãs supercondutores do solenóide central e do campo toroidal projetados para o reator de fusão ITER usam nióbio-estanho (Nb3 Sn) como supercondutor. A bobina do Solenóide Central transportará 46 kA e produzirá um campo de 13,5 teslas. As 18 bobinas de campo toroidal no campo máximo de 11,8 T armazenarão 41 GJ.  Eles foram testados em um recorde de 80 kA. Outros ímãs ITER de campo inferior (PF e CC) usarão nióbio-titânio. A maioria dos ímãs ITER terá seu campo variado muitas vezes por hora.